# Partition des Indes
Cette page contient des caractères d'alphasyllabaires indiens. En cas de problème, consultez Aide:Unicode.
La partition des Indes (en anglais : Partition of India, en hindi : भारत का बँटवारा (Bhārat kā baṁṭvārā), en ourdou : ہندوستان کی تقسیم (Hindūstān kī taqsīm)) est le partage basé sur la démographie religieuse de l'empire colonial britannique des Indes en deux États indépendants : le dominion du Pakistan, à majorité musulmane (aujourd'hui la république islamique du Pakistan et la république populaire du Bangladesh), et le dominion de l'Inde, à majorité hindoue (aujourd'hui la république de l'Inde).
La partition est entrée en vigueur le 15 août 1947 avec l’Indian Independence Act de 1947. Elle a provoqué l'un des plus grands déplacements de population de l'histoire : 12,5 millions de personnes ont rejoint l'un ou l'autre des nouveaux pays, occasionnant de quelques centaines de milliers à un million de morts. La nature violente de la partition envenime encore aujourd'hui les relations entre l'Inde et le Pakistan.
La partition des Indes incluait le partage des provinces du Bengale et du Pendjab entre les deux nouveaux pays. Le Bengale oriental est devenu une partie du dominion du Pakistan (nommée Pakistan oriental à partir de 1956 et jusqu'à l'indépendance du Bangladesh en 1971) ; le Bengale-Occidental a rejoint l'Union indienne et en forme aujourd'hui un État. L'Ouest de la Province du Pendjab, dont la ville de Lahore a rejoint le Pakistan, forme aujourd'hui le Pendjab pakistanais et le territoire fédéral d'Islamabad alors que l'Est de la province, dont la ville d'Amritsar a rejoint l'Inde, est aujourd'hui divisé entre le Pendjab indien, l'Himachal Pradesh, l'Haryana et Chandigarh.
La partition incluait aussi la division entre les deux pays de l'Indian Civil Service, de l'armée de l'Inde, de la Marine royale des Indes et des chemins de fer, ainsi que celle du trésor public et des autres services administratifs.
L’Indian Independence Act laissait aux États princiers la liberté de choisir le pays qu'ils voulaient rejoindre, ou encore de former leur propre État indépendant. Ceux-ci ont presque tous pris la décision de rejoindre soit l'Inde ou le Pakistan. Seule la principauté d'Hyderābād a refusé, entrainant une intervention armée de l'Inde. L'État princier de Junagadh a signé son accession au Pakistan, qui a été empêché par l'intervention de l'Armée indienne. Le Cachemire, État à majorité musulmane, a opté pour rejoindre l'Inde, majoritairement hindoue, provoquant la première guerre indo-pakistanaise.

## Naissance de l'idée de Pakistan

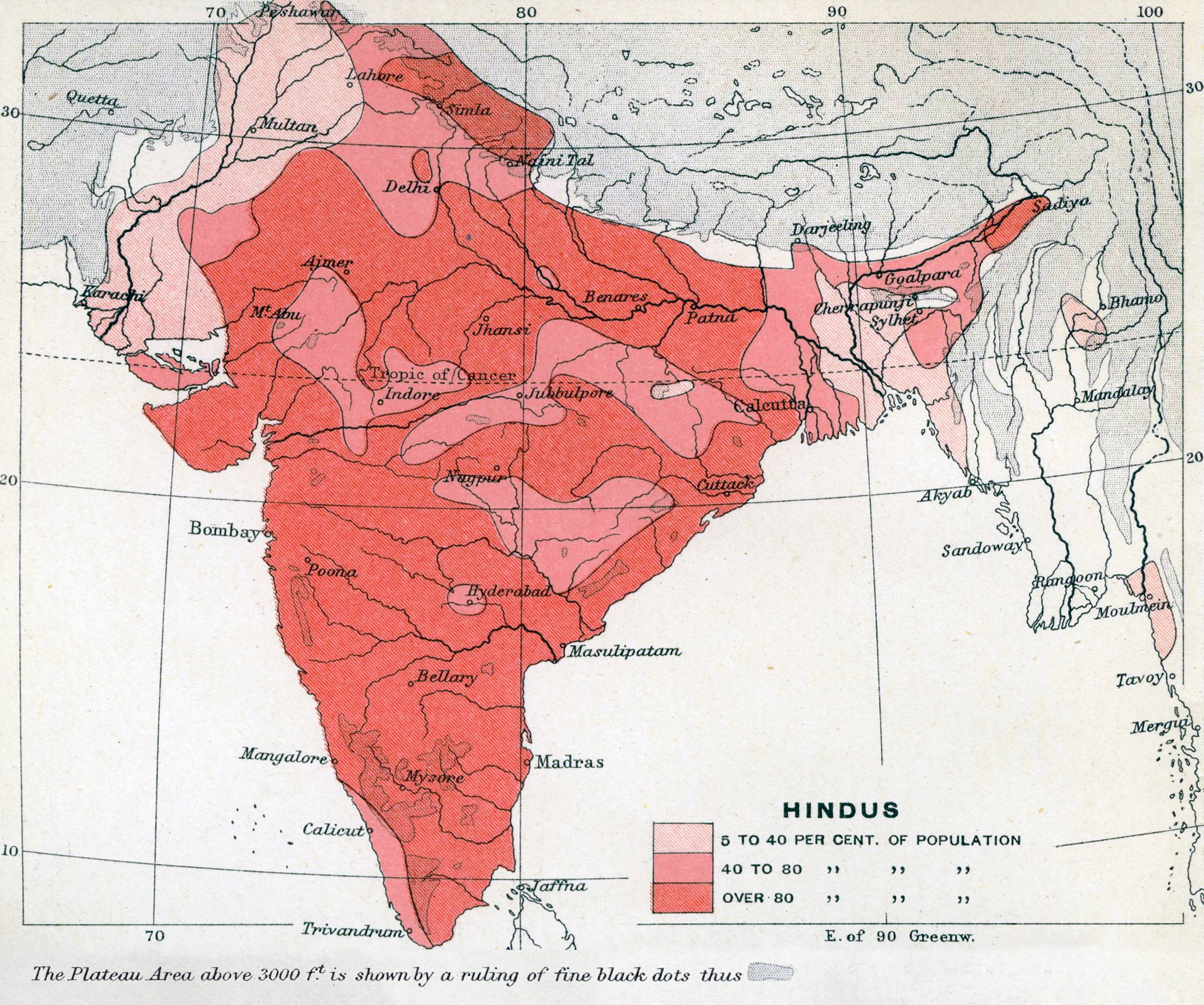
1909 : Pourcentage d'hindous.
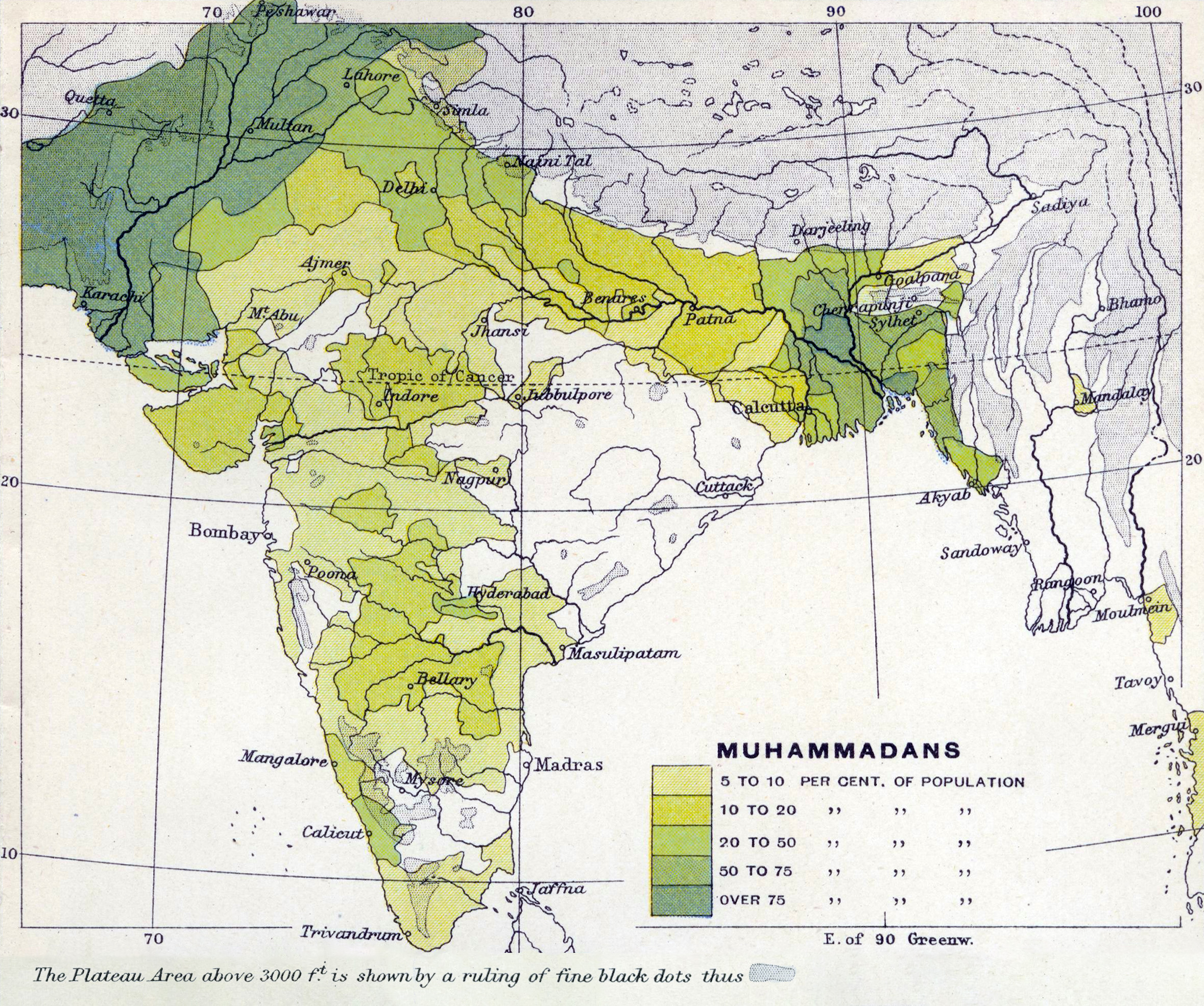
1909 : Pourcentage de musulmans.
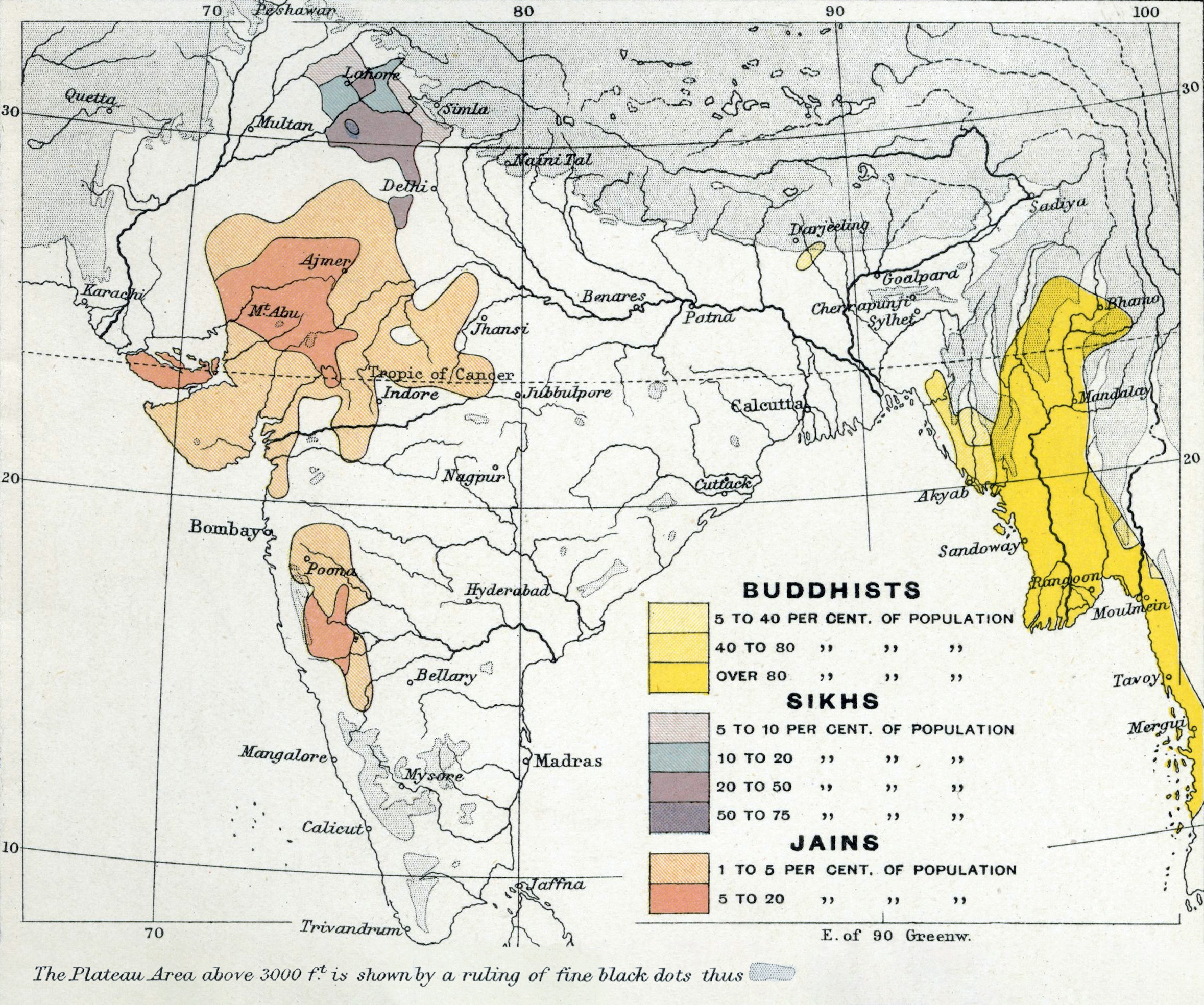
1909 : Pourcentage de sikhs, de bouddhistes, et de jaïns.

La Ligue musulmane (All India Muslim League) est fondée à Dacca en 1906 dans le but de défendre les intérêts des musulmans de l'Empire britannique des Indes alors que le Congrès national indien, à majorité hindoue, est pour la laïcité. Cependant, ce n'est que dans les années 1930 que l'idée d'un État pour les musulmans des Indes commence à émerger : lors de la convention de la Ligue en 1930, son président Mohamed Iqbal déclare qu'un État musulman est nécessaire afin que les musulmans ne soient pas opprimés dans une Inde à majorité hindoue, alors que le Congrès national indien défend pourtant la laïcité ; pour V.S. Naipaul, dans son livre Jusqu'au bout de la foi, le Pakistan a été créé pour mettre en place un État basé sur la Charia, État islamique à majorité musulmane s'opposant ainsi à la création d'une Union indienne basée sur la laïcité :

« L'islam n'a rien à voir avec le christianisme, dit Iqbal. Loin d'être une religion de la conscience et de la pratique privées, l'islam s'accompagne de certains « concepts juridiques ». Ces concepts ont une « dimension civique » et créent un certain type d'ordre social. L' « idéal religieux » ne peut être séparé de l'ordre social. « Par conséquent, la construction d'une république sur des bases nationales [une république indienne laïque], si cela implique la disparition du principe islamique de solidarité, est tout simplement inconcevable pour un musulman. » (…) Ce que dit confusément Iqbal, c'est que les musulmans ne peuvent vivre qu'avec des musulmans.(…) Cela implique que l'univers parfait (…) est purement tribal, soigneusement découpé, chaque tribu dans son coin. Vision parfaitement chimérique. Ce qui en réalité sous-tend cette revendication d'un Pakistan et d'une république musulmane, et qui n'est pas spécifié, c'est le refus par Iqbal de l'Inde hindoue. Ses auditeurs le comprenaient assurément ; et tout comme lui ils avaient une idée concrète de ce qu'ils rejetaient. »

— Jusqu'au bout de la foi, V.S. Naipaul.
C'est en 1933 que le poète Choudhary Rahmat Ali invente le mot PAKSTAN, acronyme de Punjab, Afghanistan, Kashmir, Baluchistan, qui deviendra ensuite Pakistan, le « Pays des purs » en ourdou et perse.
En 1934, Muhammad Ali Jinnah rejoint la Ligue musulmane. Celui qui, membre du Congrès, avait été un ardent défenseur de l'unité entre les hindous et les musulmans, devient la principale figure du mouvement musulman. Cependant, Jinnah doit affronter l'hostilité du Congrès et de son leader, Nehru, et le Mahatma Gandhi dont l'un des combats est de maintenir l'unité de l'Inde et la paix entre ses communautés religieuses. D'ailleurs, lors des élections provinciales de 1937 qui sont un triomphe pour le Congrès, la Ligue obtient des résultats décevants.
Ce n'est qu'à partir de 1946 que la demande de Jinnah pour un État séparé devient intransigeante. La Ligue musulmane organise en août 1946 une Journée d'action directe qui dégénère à Calcutta et entraine la mort de 10 000 personnes dans des émeutes communautaires.

## Le plan Mountbatten
Nommé vice-roi des Indes en février 1947, Lord Mountbatten reçoit du gouvernement Attlee la mission de préparer l'indépendance des Indes le plus rapidement possible. La date butoir est juillet 1948. Cependant, alors que le gouvernement britannique préférait la solution d'un État uni, le nouveau vice-roi ne parvient pas à convaincre Jinnah de renoncer à son projet de Pakistan indépendant. Le vice-roi convainc alors le Congrès et Jawaharlal Nehru d'accepter le principe de la partition, malgré l'opposition de Gandhi. Il propose un plan de séparation laissant complète liberté aux dirigeants des États des Indes de rejoindre le Pakistan, l'Union Indienne ou de devenir indépendant, avec néanmoins une réserve : les petits États enclavés dans l'un ou l'autre doivent s'y rallier.
Le 18 juillet 1947, le Parlement du Royaume-Uni adopte l’Indian Independence Act. Cette loi règle les détails de la partition en adaptant le Government of India Act de 1935 jusqu'à ce que chacun des nouveaux États adopte sa propre constitution. La Grande-Bretagne abandonne sa suzeraineté sur les États princiers, laissés libres de rejoindre l'un ou l'autre des nouveaux pays, ou de former leur propre État indépendant. Quant aux provinces, celles à majorité musulmane du Nord-Ouest de l'Empire des Indes rejoignent le Pakistan, les autres l'Inde. Les provinces du Pendjab et du Bengale sont partagées entre les deux pays. Ainsi, le Pakistan est créé avec deux entités séparées par le territoire de l'Inde, le Pakistan occidental et le Pakistan oriental (lequel fera plus tard sécession du Pakistan pour devenir le Bangladesh en 1971).
L'indépendance des deux pays devient effective le 15 août 1947 à minuit. La cérémonie de transfert des pouvoirs a lieu à Karachi la veille, afin de permettre au vice-roi Mountbatten d'y assister et d'être le lendemain à New Delhi. Ainsi, la Fête de l'Indépendance est célébrée aujourd'hui au Pakistan chaque année le 14 août, et en Inde le 15 août.
Après l'indépendance, l'Inde prend aux Nations unies le siège préalablement occupé par l'empire des Indes alors que le Pakistan dépose une demande d'adhésion qui est acceptée le 30 septembre 1947.

## Géographie de la partition: la ligne Radcliffe

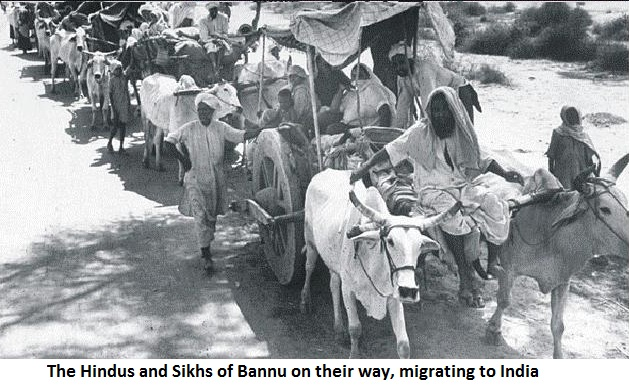
Hindous et sikhs de Bannu fuyant le Pakistan.

La délimitation de la frontière entre l'Inde et le Pakistan dans les provinces qui devaient être divisées a été confiée à un avocat londonien, Cyril Radcliffe. En plus de n'avoir que cinq semaines pour fixer la frontière, il avait été choisi pour son ignorance des affaires indiennes, ce qui garantissait son impartialité. Il était accompagné d'une commission composée de deux musulmans partisans du Pakistan, et d'un sikh et d'un hindou partisans de l'Union indienne ; malheureusement, cette commission était improductive puisque les intérêts et les sentiments nationaux étaient trop poussés pour avoir du recul. Pour permettre aux dirigeants de s'organiser, et au roi de partir, le rapport ne fut rendu public que le 17 août, soit deux jours après la proclamation de l'Indépendance.

### Pendjab
La province du Pendjab (ou Punjab en anglais) était l'une des plus riches de l'empire des Indes. Si la population était majoritairement musulmane, les minorités hindoues et sikhes étaient puissantes et aucune région de la grande province n'avait de population homogène d'une religion ou d'une autre. La commission dirigée par Radcliffe décida de placer la ville de Lahore au Pakistan comme capitale de région pakistanaise, et choisit Amritsar pour être son pendant indien, juste de l'autre côté de la frontière. Cependant, même si les régions à plus forte majorité musulmane se retrouvaient au Pakistan et celle à majorité hindoue ou sikh en Inde, de nombreux musulmans se retrouvèrent du côté indien et de nombreux sikhs et hindous du côté pakistanais. Beaucoup de ces personnes furent contraintes de quitter leurs habitations pour rejoindre l'autre côté de la frontière, abandonnant leurs biens, leurs terres, et courant le risque énorme de se faire attaquer sur le chemin. La partition engendra également des massacres communautaires des deux côtés de la nouvelle frontière sur ceux qui avaient choisi de rester malgré leur différence de religion. On estime à 5,8 millions le nombre de musulmans qui se déplacèrent de l'Inde vers le Pakistan et à 3,4 millions les hindous et les sikhs qui firent le trajet inverse. Entre deux cent mille et un million de personnes furent tuées dans ces massacres, alors que les nouveaux gouvernements de l'Inde et du Pakistan étaient incapables de gérer la situation et que les Anglais ne voulaient pas réagir, ayant abandonné la place. De nos jours, après de nombreuses recherches historiques, le chiffre d'environ 2 millions de morts est souvent avancé, le Pendjab et le Bengale ayant chacun environ 1 million de morts lors de la partition. De plus, de nombreuses personnes qui étaient portées disparues n'étaient pas prises en compte lors des estimations officielles entre 1947 et les années 1950, et sont considérées comme étant décédées depuis. On ignore le nombre total des personnes disparues lors de la partition et dont on n'a jamais retrouvé aucune trace.
Après la partition, la partie indienne est devenue l'État du Pendjab oriental puis simplement Pendjab en 1950, la partie pakistanaise la province du Pendjab occidental puis la province du Pendjab en 1955.

### Bengale
Le Bengale fut divisé en Bengale-Occidental pour l'Inde et Bengale oriental pour le Pakistan. La partie indienne du Bengale devint un État alors que le Bengale pakistanais, renommé Pakistan oriental en 1955, devint indépendant sous le nom de Bangladesh après une guerre d'indépendance soutenue par l'armée indienne en 1971.

### Autres provinces et États

#### Jammu-et-Cachemire
Le Jammu-et-Cachemire était un État princier à majorité musulmane mais dirigé par un maharaja hindou. Celui-ci était coincé dans un dilemme politique, ayant le choix entre :
- rejoindre le Pakistan car sa population était à majorité musulmane ;
- rejoindre l'Union indienne et se retrouver dépendant du bon vouloir du Pakistan par lequel la route principale passait avant de rejoindre l'Union Indienne ;
- demander son indépendance et être coincé entre deux géants.

Souhaitant d'abord déclarer l'indépendance de son État, il fut finalement contraint d'accepter de rejoindre l'Inde après une tentative d'invasion par des milices pakistanaises. Ce conflit déboucha sur la première guerre indo-pakistanaise.

#### Junagadh
L'État princier du Junagadh avait signé son accession au Pakistan mais, à la suite d'émeutes de la partie hindoue de sa population, l'Armée indienne envahit l'État.

#### Sind
Le Sind est une province peuplée d'environ 1 230 000 hindous et 3 208 000 musulmans qui vivent en relative harmonie. Cependant, 776 000 Sindis hindous décident de quitter la province pour l'Inde, conséquemment à l'intégration du Sind au Pakistan en raison de sa majorité musulmane. Un processus qui s'étalera les années suivants la Partition, animé par le sentiment d'insécurité présent parmi la communauté hindoue face à l'hostilité des mohadjirs, les réfugiés musulmans ourdouphones.
Contrairement aux régions du Bengale et du Pendjab, les minorités religieuses du Sind ne se sont pas manifestées de manière organisée pour demander une partition de la région, entérinant de fait le transfert complet du Sind au futur état pakistanais. De plus, le peu d'importance que le Parti du Congrès donne alors à cette région et les intérêts de la Ligue musulmane pour sa capitale, Karachi — une ville majoritairement hindoue —, qui est par ailleurs une des plus grandes cités portuaires de l'Inde, participent au fait que le Sind est attribué au Pakistan au moment de la partition.

#### État de Kalat
L’État de Kalat était un État princier à majorité musulmane, il rejoindra le Pakistan en 1955.

#### Îles Laquedives
Les îles Laquedives, bien que très éloignées du Pakistan, étaient à majorité musulmane. Afin d'empêcher que le Pakistan ne les revendique, Vallabhbhai Patel envoya un navire lever le drapeau de l'Inde sur les îles. Et ce bien que les archipels des Laquedives, Amindivi et l'atoll de Minicoy étaient à l'aube des indépendances, des territoires sous l'administration des districts de Malabar et de South Canara, au sein de la présidence de Madras. Étant donné les configurations religieuses de cette province des Indes britanniques — où l'extrême-majorité de la population est de confession hindoue —, celle-ci était hors du cadre de la Partition et vouée à rejoindre l'Union indienne dans son intégralité. De plus, les représentants de la minorité musulmane de Madras (y compris ceux issus de la Ligue musulmane) ayant désapprouvé pour des raisons idéologiques comme pratiques toute partition en Inde méridionale.
Le sujet d'une prise en main spécifique des Laquedives par l'état indien, tout comme d'une volonté irrédentiste de l'état pakistanais, est plutôt flou et sans sources évidentes. Certains parlent initialement d'une « course » qui aurait eue lieu en août 1947 entre les nouveaux états indiens et pakistanais,. Ce dernier, sous la houlette de Liaqat Ali Khan, avait discrètement mis en route un navire de guerre en direction des îles en vue de les intégrer au Pakistan,, ce à quoi l'Inde rétorque en y envoyant une mission composée du collector (haut fonctionnaire territorial) de Travancore et de la police travancoréenne, hisser le drapeau national,.
De fait, le Territoire des Lakshadweep, constitués de ces archipels, forme à ce jour la collectivité territoriale d'Inde (de premier ordre) la plus majoritairement musulmane, dans des proportions bien plus importantes qu'au Jammu-et-Cachemire.

### Filmographie
- Partition est un film de Vic Sarin (2007), avec Jimi Mistry, Kristin Kreuk et Neve Campbell.
- Le Dernier Vice-Roi des Indes est un film de Gurinder Chadha (2017), avec Hugh Bonneville, Michael Gambon, et Gillian Anderson.
- Les Démons du Pendjab, est un épisode de la série Doctor Who écrit par Vinay Patel (2018), se déroulant pendant la Partition.
- Dans la série Ms. Marvel, à partir de l'épisode 2 (Première mission), la Partition devient l'un des points clés du contexte concernant l'histoire familiale de Kamala Khan et de son acquisition du bracelet lui permettant d'exploiter son pouvoir.
- Pakistan, notre meilleur ennemi, film-documentaire de Jean-Pierre Canet (2023), enquête sur le contexte de la création du pays lors de la partition de l'Inde, son rôle sur la scène internationale, son double-jeu avec l'Occident[1]

1. ↑  Jean-Pierre Canet, « Pakistan, notre meilleur ennemi », sur film-documentaire.fr, 2023